# Museo Matris Domini

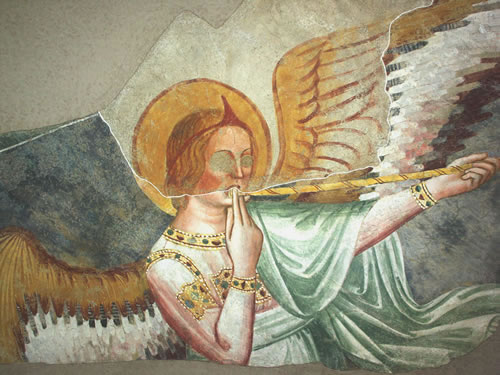
Angelo tubicino

Il Museo Matris Domini è situato nella parte antica dell'omonimo monastero domenicano, nel centro della città di Bergamo.

## Storia e collezione
Espone gli affreschi duecenteschi del refettorio e della primitiva chiesa oltre ad affreschi trecenteschi di grande interesse storico ed artistico.
Tra gli altri, risaltano per valenza pittorica e per l'emozione che suscitano nel visitatore i Giusti, i Beati, due Angeli tubicini che meravigliano per la loro dolcezza, San Pietro in trono, l'Inferno attribuiti al Maestro dell'Albero della Vita.
Altri affreschi che suscitano una particolare emozione sono quelli rappresentanti Gesù tra i Dottori, il Battesimo di Gesù, la Madonna in trono col Bambino, il Miracolo della ruota di Santa Caterina di Alessandria, San Martino e il povero, l'Entrata di Gesù in Gerusalemme, il Giovane caduto da cavallo, che raffigura il miracolo della rianimazione di Napoleone Orsini effettuato da San Domenico. Queste opere assieme alla Visitazione sono state attribuite al Primo Maestro di Chiaravalle.

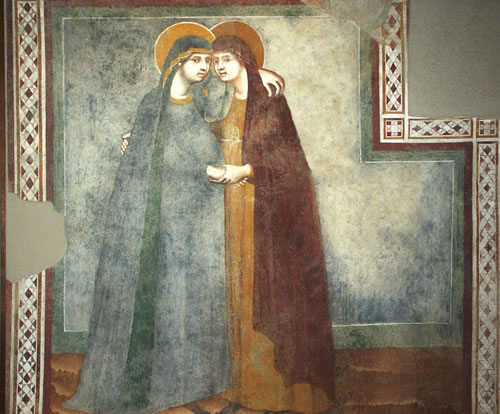
Visitazione

La Visitazione, è l'affresco che sintetizza pienamente l'esposizione del museo per la particolare freschezza del tratto e per l'espressione dei volti, stupiti e compresi.
La dolcezza degli sguardi, la compostezza dell'abbraccio, l'umanità dell'incontro rapiscono.
Arricchisce l'esposizione un affresco cinquecentesco raffigurante San Domenico.

### I tondi vitrei

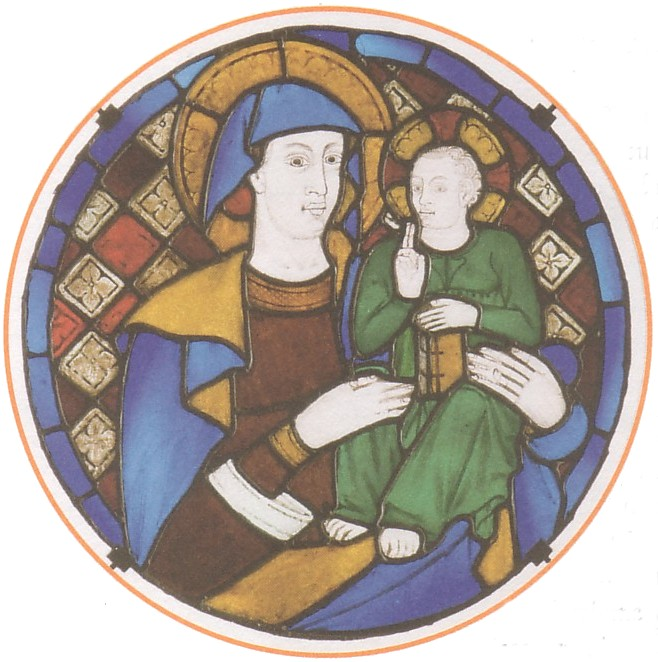
Madonna e Bambino

Di notevole bellezza sono i tondi di vetro policromo trecenteschi dell'abside della chiesetta.

Esposti sapientemente davanti a una fonte di luce naturale proiettano fasci di raggi colorati che aggiungono fascino all'ambiente.
Dei cinque tondi il più grande raffigura la Vergine col Bambino in braccio e assieme ai tondi due degli angeli ha la particolarità di avere i volti e le mani privi di colore per esaltarne la spiritualità.
Il museo è curato dalle suore di clausura del monastero che ospita il museo.

## Galleria d'immagini

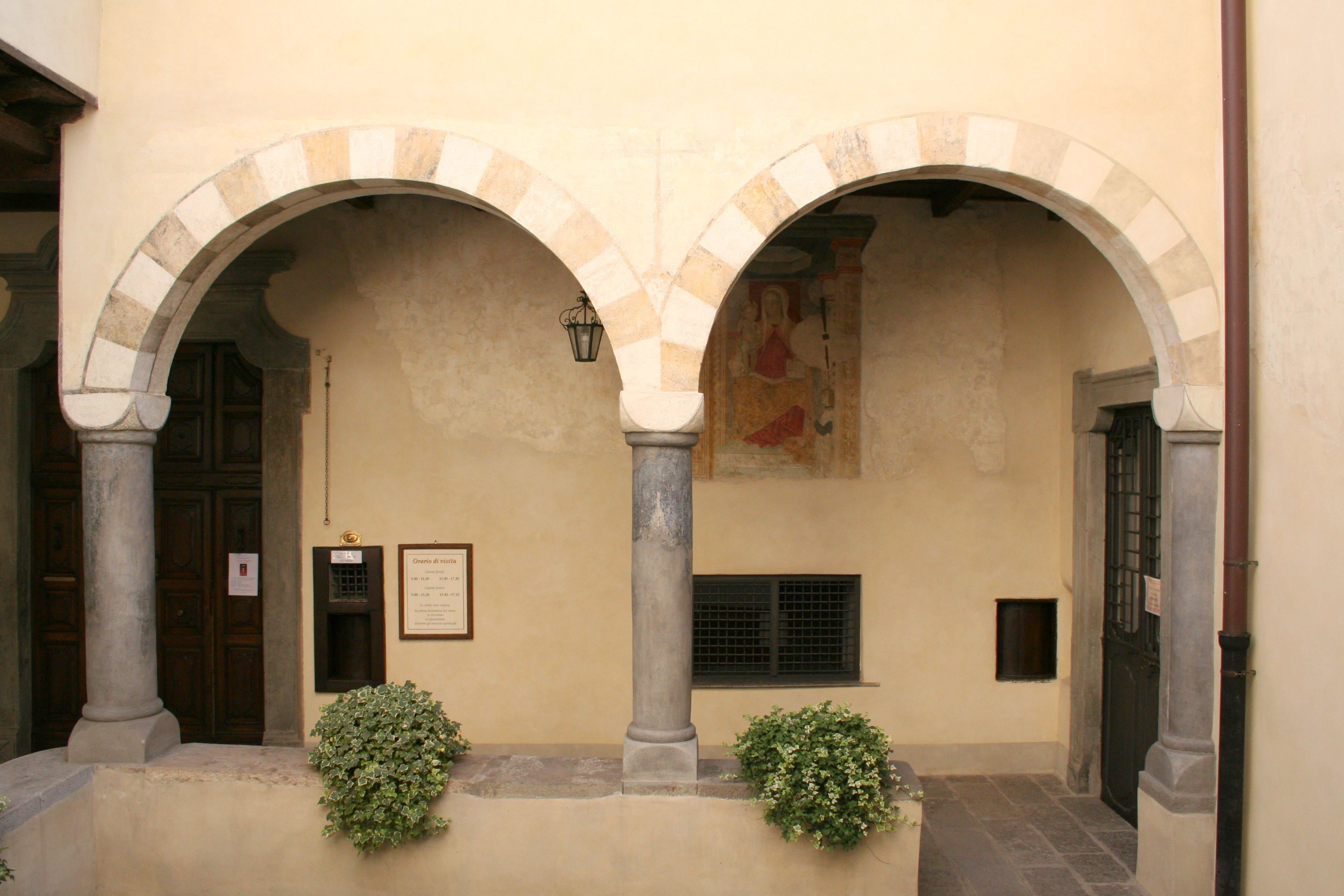
Il Museo
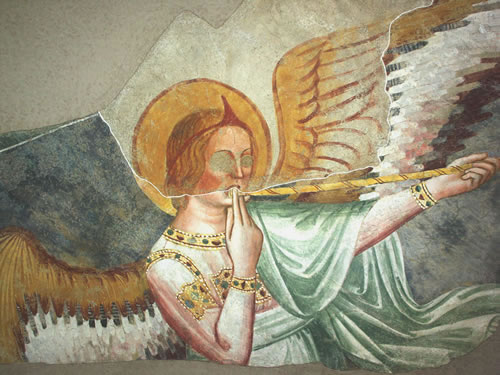
Angelo tubicino
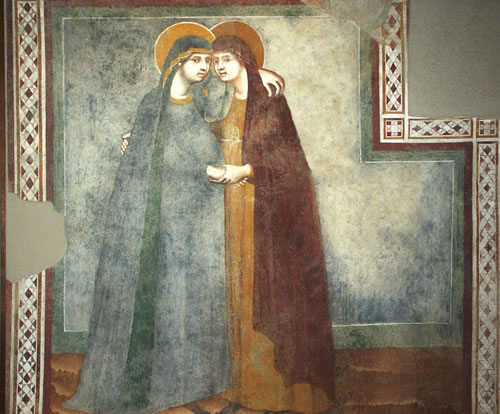
Visitazione
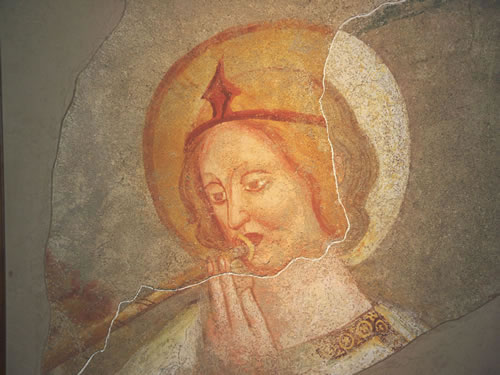
Angelo tubicino
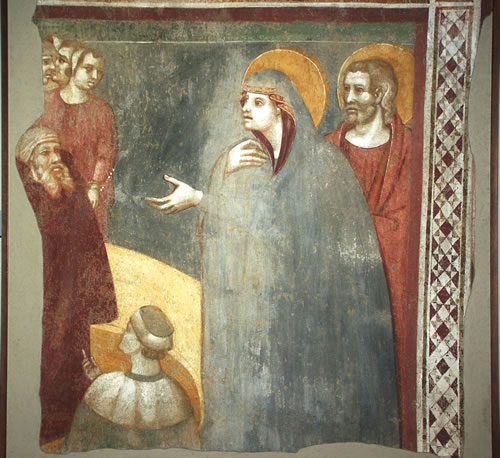
In Cerca di Gesù
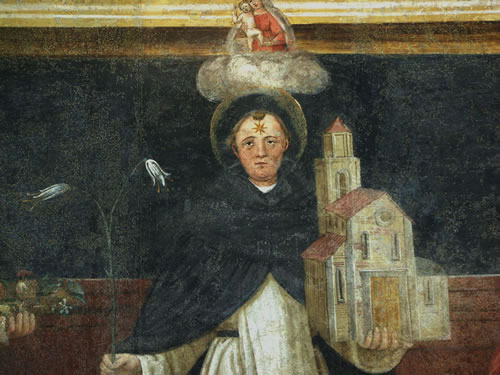
San Domenico
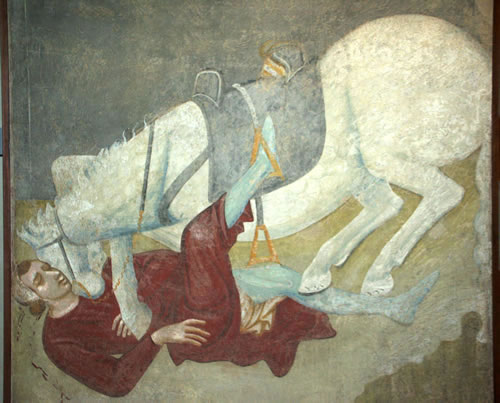
Napoleone Orsini, caduta
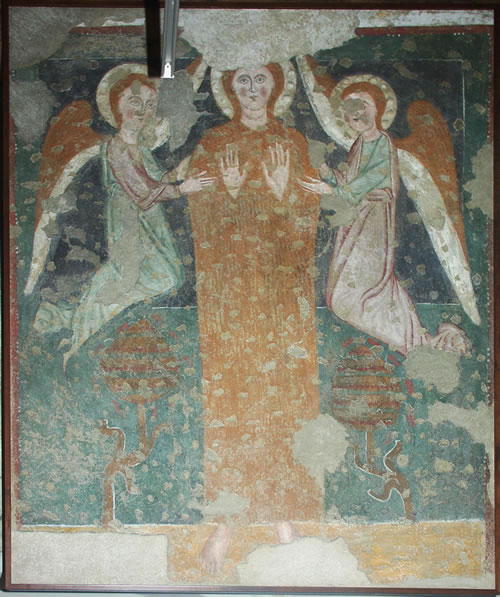
Madonna tra Angeli
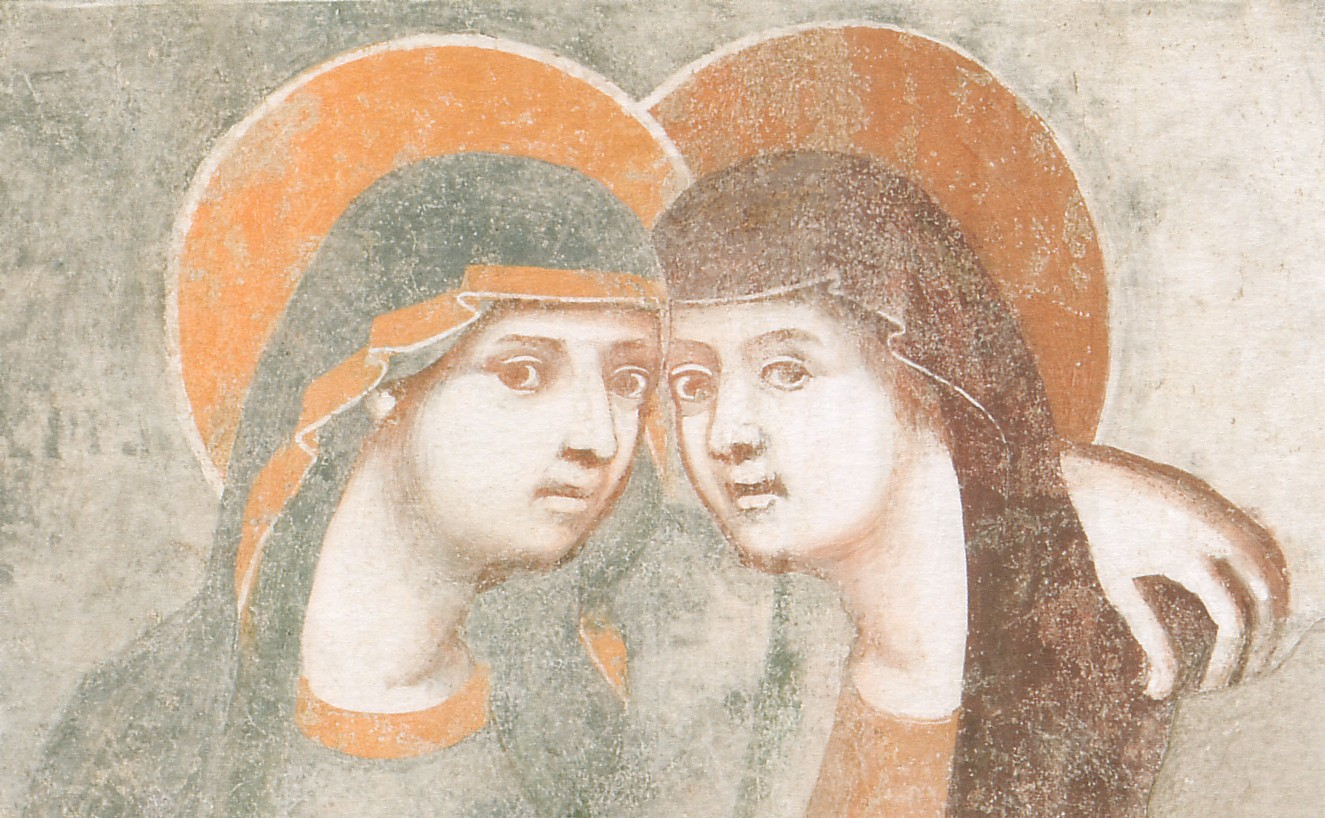
Visitazione, dettaglio
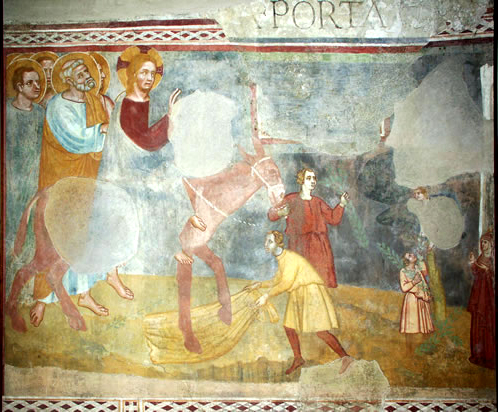
Ingresso a Gerusalemme
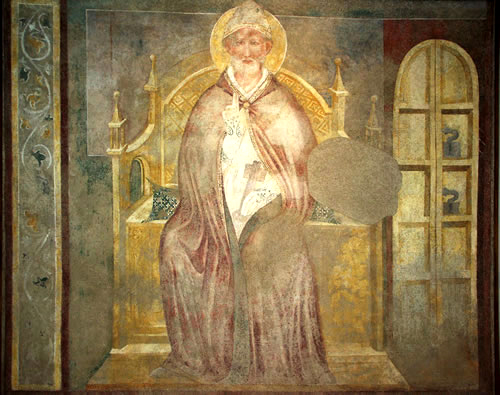
San Pietro
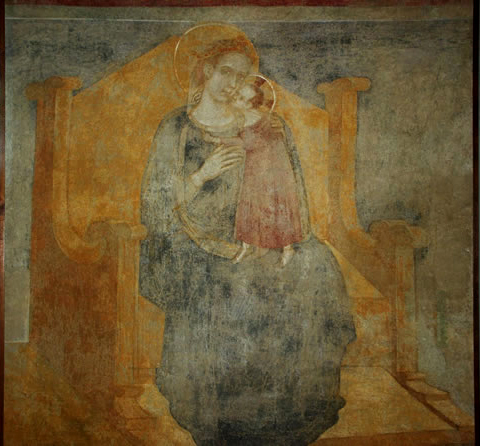
Madonna in Trono
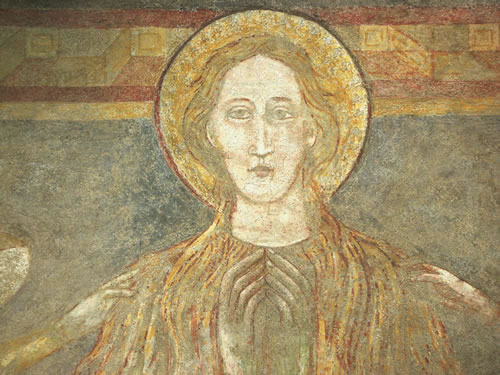
Maddalena
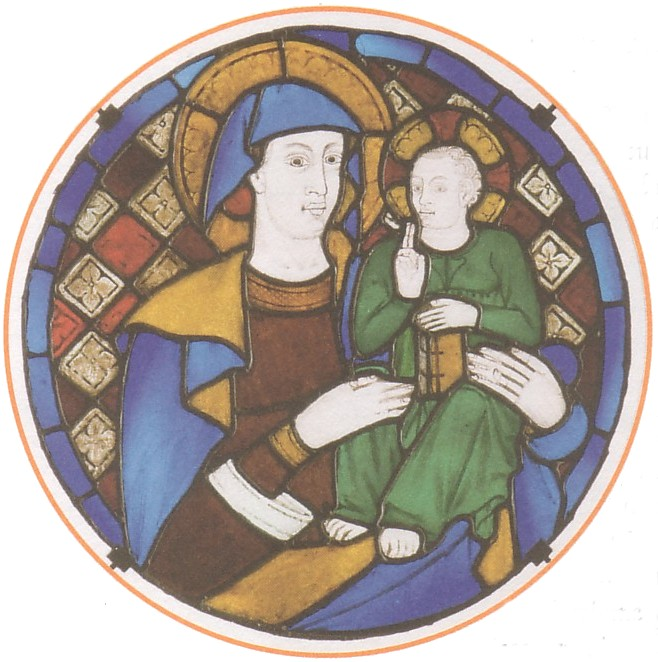
Tondo vitreo
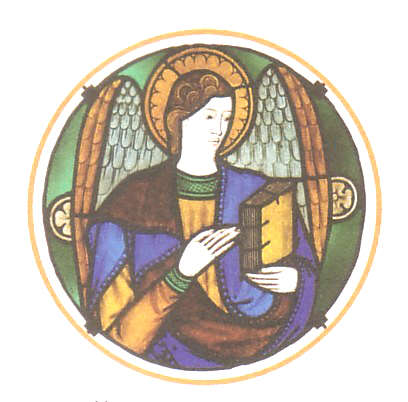
Tondo vitreo
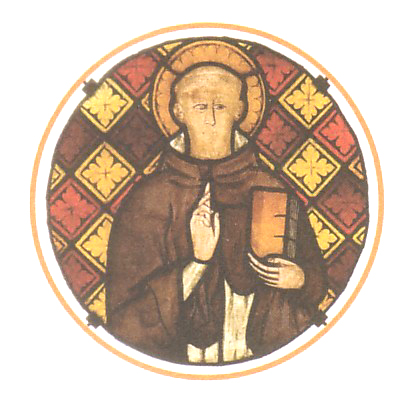
Tondo vitreo
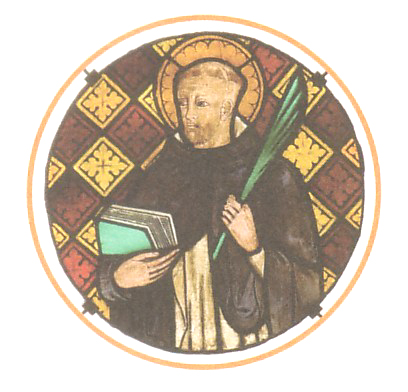
Tondo vitreo
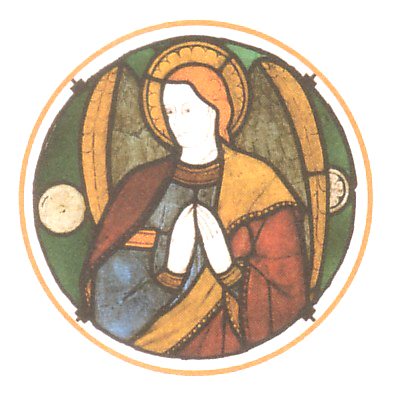
Tondo vitreo